# Genny Mahala
Genny Mahala Fogueing, née le 16 septembre 1992, est une handballeuse camerounaise. Elle mesure 1,79 m.
Elle évolue au poste d'arrière avec le club du FAP Yaoundé. Elle fait également partie de l'équipe du Cameroun, avec laquelle elle participe au championnat du monde 2017 en Allemagne,.

## Palmarès

### En équipe nationale
- 20e place au Championnat du monde 2017